# キャスリーン・セベリウス
キャスリーン・セベリウス（Kathleen Sebelius，旧姓はギリガン(Gilligan），1948年5月15日 - ）は、アメリカ合衆国の政治家。所属政党は民主党、宗教はローマ・カトリックである。
2003年から2009年までカンザス州知事を務めた他、2008年度の一般教書演説に対する反対声明発表者や、民主党全国州知事会会長など党内の要職を歴任した。バラク・オバマ政権で9代目アメリカ合衆国保健福祉長官を務めていたが、2014年4月10日、医療保険制度改革の保険加入サイトで、不具合が起こった責任を取って辞任を発表し、2か月後に退任した。

## 生い立ち・政界進出までの経歴など
1948年5月15日にオハイオ州シンシナティでカトリック教徒の家に誕生した。父のジョン・J・ギリガンは文学者で、また民主党員でもあり、後に下院議員やオハイオ州知事を務めた政治家である。彼女は、シンシナティ市内にある幼稚園から高校課程までの一貫教育を行っているカトリック系の私立学校「サミット・カントリー・デイ・スクール」を卒業後、同じくカトリック系の私立大学トリニティ・ワシントン大学に進学、さらにその後カンザス大学で行政学の修士号（行政学修士号（MPA））を取得した。

## 知事になるまでの政治経歴

### カンザス州保険長官就任まで
セベリウスが政治家としてのキャリアをスタートさせたのは、カンザス州議会下院議員に就任した1986年のことである。彼女は1974年にカンザス州に移り住んだ後、1977年から1986年までの約10年間にわたってカンザス州法廷弁護士協会（現・カンザス州弁護士協会）の最高責任者兼チーフロビイストを務めた。その後、1986年にカンザス州議会の下院議員に就任してからは、1994年にカンザス州保険長官 の選挙に出馬するために議員を辞職するまでの8年間にわたって同職を務めた。

### カンザス州保険長官として
カンザス州の保険長官に立候補・当選したセベリウスは、1995年から2003年にカンザス州知事に就任するまでの8年間にわたって長官を務めた。セベリウスが勝利するまで、保険長官のポストは長年にわたって共和党の政治家が就いてきたポストであり、そのためセベリウスの勝利は、政治・選挙予測の専門家たちを驚かせることとなった。ちなみにこの当選によりセベリウスは、当選までの10余年の間で、民主党員としてはじめて保険長官に就任した人物となった。
セベリウスは保険長官に立候補するにあたって、保険業界からの選挙資金の献金を辞退すると共に、在任中にはインディアナ州の保険会社による地元カンザス州で最大の健康保険会社、ブルークロス・ブルーシールド・オブ・カンザス（BCBSKS） への買収提案を阻止するなどの業績を挙げた。特にこのBCBSKSの買収阻止は、アメリカで初めて買収提案が拒否された事案として、セベリウスの政治業績の中でも特に注目すべき業績である。

## カンザス州知事として

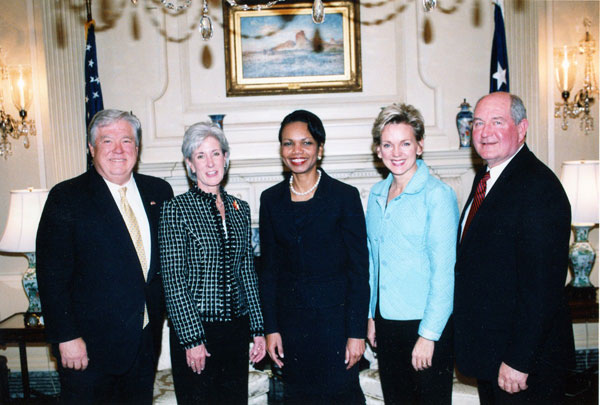
コンドリーザ・ライス国務長官（当時）と面会するセベリウス（左から2人目）ら4人の州知事たち。写真左側から順に、ヘイリー・バーボア知事（ミシシッピ州）、セベリウス、ライス国務長官、ジェニファー・グランホルム知事（ミシガン州）、ソニー・パーデュー知事（ジョージア州）の各氏。

セベリウスは2002年のカンザス州知事選挙で初当選を果たし、その後2期約6年にわたって知事を務めた。ちなみに2002年の初当選により、セベリウスは父のジョン・ギリガン（元・オハイオ州知事）と共に、州は異なるものの全米初の父娘2代で州知事になった人物となった。

### 2002年カンザス州知事選挙 (1期目)
2002年の州知事選挙において、セベリウスは共和党候補のティム・シャレンバーガーを得票率53％対45％で破り、州知事初当選を果たした。このセベリウスの当選によって、民主党は1995年にジョアン・フィニー知事（当時）が任期満了で退任して以来、およそ8年ぶりに共和党からカンザス州知事の座を奪還した。また、前述のフィニー知事はカンザス州初の女性知事でもあり、セベリウスはカンザス州で2人目の女性知事となった。
1期目の任期中において、セベリウスはタイム誌で「全米で最も素晴らしい州知事5人」の1人に選ばれるなど、その政治姿勢・政策は非常に高い評価を受けた。また当選以来、人気・知名度も着実に上昇し、2006年1月の調査では「全米で最も人気のある州知事ランキング」で12位タイに入るなど、知事としてのキャリアを着実に重ねていった。

### 2006年カンザス州知事選挙 (2期目)

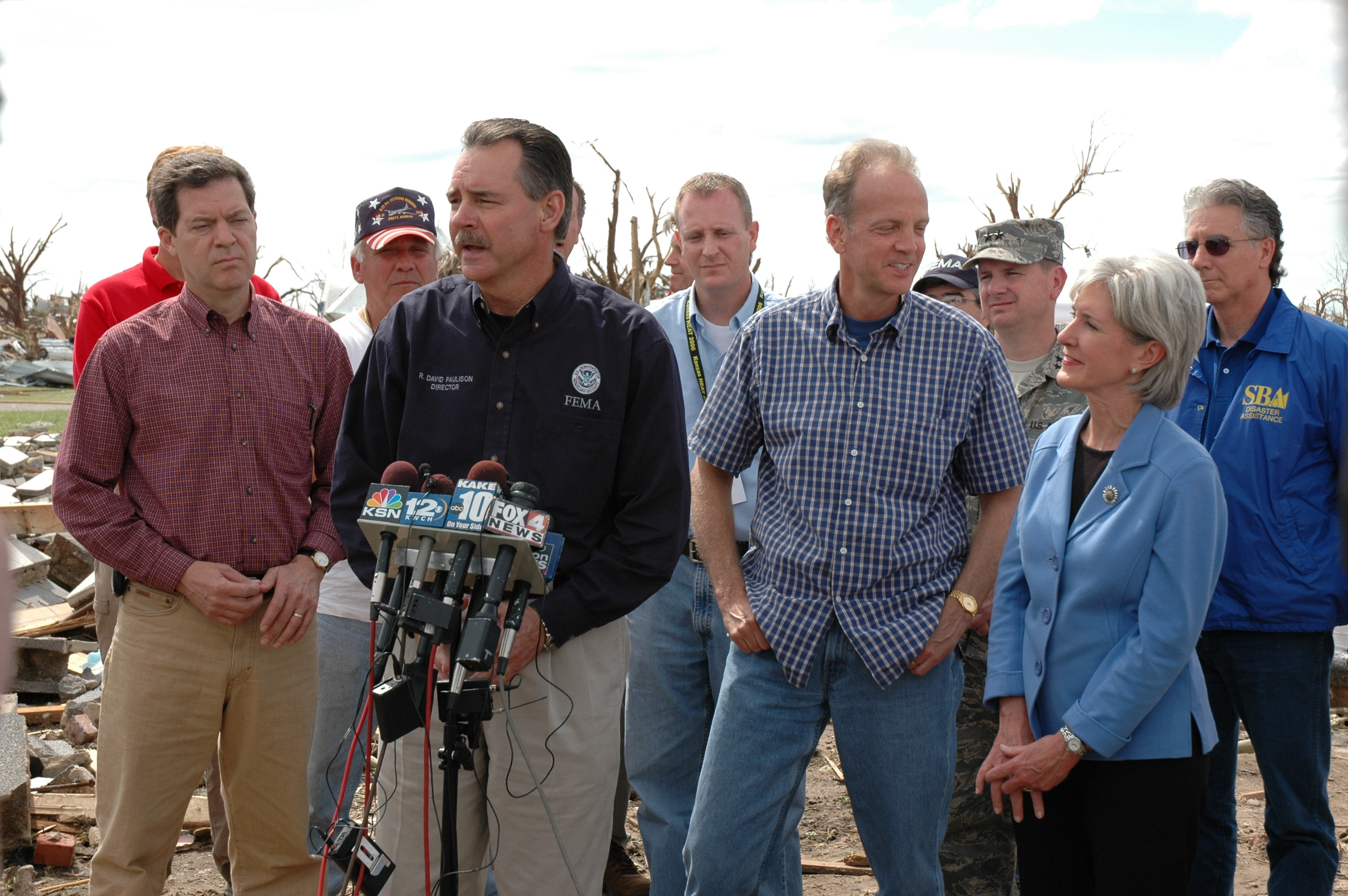
2007年5月4日にカンザス州グリーンスバーグを襲った竜巻の現場で行われたR・デイヴィッド・ポールソンFEMA長官（当時）による救援・復旧作業に関するブリーフィングに同席するセベリウス（前列右端の女性）ら関係者。なお前列左端の男性は、カンザス州選出のサム・ブラウンバック上院議員（共和党）である。

セベリウスは2006年5月26日に、2期目に向けて出馬することを表明した。その4日後には、カンザス州共和党の議長を務めていたマーク・パーキンソンが民主党に転向することを表明し、これを受けてその翌日には、セベリウスが退任予定であったジョン・ムーア副知事の後任としてパーキンソンを副知事候補（いわゆるランニング・メイト）に指名することを発表するなど、再選に向けた支持固めは着々と進んでいった。ちなみにパーキンソンは、1991年から92年まで州議会下院で、1993年から97年まで州議会上院でそれぞれ議員として活動するなどカンザス州政界で豊富な経歴を持つ人物で、また政治思想的には公教育への支援強化を支持しており、共和党内でも穏健派と見なされていた人物である。ちなみに前述のムーア副知事も、元々は共和党員であったがセベリウスを支持して民主党に転向、ランニング・メイトに指名されたという共通点を持っている。
セベリウスの対抗馬となったのは、共和党のジム・バーネット候補（カンザス州議会上院議員）であった。ちなみに選挙戦前の2004年時点では、カンザス州の全有権者のうち50パーセントが共和党員として登録しており、民主党員として登録しているのは27パーセントに過ぎず、民主党セベリウス陣営にとっては不利とも思われる状況であった。しかし、同年9月1日に公表された世論調査会社ラスムセンが行った世論調査では、バーネット議員に対して11パーセントリードという大差を付け、また別の世論調査では20％近くリードしているという結果が出るなどセベリウスのリードは盤石のもので、11月7日に投開票が行われた選挙では、得票率で57.8％対40.5％という20％近い大差を付け、地滑り的勝利を収めた。これでセベリウスは、知事としての最後の任期に入ることになる。

#### 2009年の財政危機に際して
セベリウスが知事時代に対応した問題の中でも最も大きな問題であったのが、2期目の2009年2月に発生した税収不足に伴う財政危機である。財政危機の度合いは深刻で、2009年2月には地元紙ウィチタ・イーグル紙が「カンザス州政府が税収不足のために税金の還付を停止しており、また州政府が職員に対して給与を支払えないおそれがある。」と報じた。
セベリウスはこの財政危機に対応するために、州債の新規発行や、州当局が所管するあらゆる会計（企業会計など）から一般会計へ資金を繰り入れることなどを議会に要請した。しかし共和党の議会指導部は、このうち州債の新規発行案に対して難色を示し、「セベリウス知事が証書の発行を中止するか、議会を通過した予算削減法案にサインしなければ、州政府が債務を返済・償還することは不可能になるだろう。」と声明するなど対立、財政問題は膠着状態に陥った。
結局この膠着状態は、セベリウスが議会の要求した予算削減案を承認することで決着した。ただし、削減案自体は承認したものの、彼女はあまりにも削減幅の大きすぎると思われた部分については項目別拒否権を行使して対抗した。この結果、最終案では総額で3億ドルの予算が削減された。この削減においては教育予算も例外ではなく、教育予算からは700万ドルが削減された。

## 評価
セベリウスへの評価はカンザス州保険長官時代から非常に高く、2001年には保険長官という比較的州知事に比べて地味な役職でありながら、各州の知事など他の著名な公職者たちなどを差し置いてガヴァニング誌が選ぶ「パブリック・オフィシャルズ・オブ・ザ・イヤー」に選ばれた。
また、2005年11月にはタイム誌から「アメリカで最も素晴らしい州知事5人」の1人に選ばれた。同誌は、セベリウスが前任者から引き継いだ州の債務11億ドルを削減した点、州予算の無駄を調査・削減した点、公教育に強力な支援を与えている点、の3点を挙げ、これらを売上税や財産税、所得税の増税を計画はしたものの、結局増税することなく実現している点を賞賛している 加えて同誌では、セベリウスの超党派的に政治運営を行っていこうという姿勢を賞賛し、「共和党が議会の主導権を握っているカンザス州では、彼女の超党派的な政治運営姿勢は非常に役立つ。」としている。
こうした賞賛の一方で、セベリウスの政治姿勢は右派などを中心に批判的な評価を受けている。たとえば右翼的リバタリアニズムを基本思想とするシンクタンク 、ケイトー研究所はセベリウスの急速な歳出拡大策と増税姿勢を踏まえ、“D”ランクという評価を与えている。
また、連邦政府が所管する無党派の非営利組織「ザ・ホワイトハウス・プロジェクト」が2006年にパレード誌と共同で選出、発表した“8 In '08”（2008年の大統領選挙に出馬・当選する可能性のある有力女性政治家8人）の1人も選ばれており、かねてより大統領選挙への出馬が待望される政治家の1人でもある。ちなみにこの“8 In '08”に選ばれた女性政治家には、セベリウスの他にヒラリー・クリントン上院議員、コンドリーザ・ライス国務長官（当時）、アリゾナ州のジャネット・ナポリターノ州知事などが選ばれている。

## 政治的な観測・今後の待望論
このように、セベリウスは大統領選挙への出馬が待望されるほどの有力政治家であるために、しばしば彼女に関する政治的観測・待望論が飛び交うことがある。

### 2004年アメリカ合衆国大統領選挙
セベリウスは2004年アメリカ合衆国大統領選挙の際に、ジョン・フォーブズ・ケリー候補（上院議員）の有力なランニング・メイト（副大統領候補）候補の1人として名前が挙がったことがある。また、ケリーが共和党の現職、ジョージ・W・ブッシュ大統領に敗北した後には、一部の評論家から「次回2008年の大統領選挙において、民主党の候補者指名を勝ち取る可能性のある人物」として名前を挙げられたこともある。

### 2008年アメリカ合衆国大統領選挙
2008年アメリカ合衆国大統領選挙においてもセベリウスは大統領候補に名前が挙がっていたが、今回は比較的早いうちにバラク・オバマ支持に回った。彼女がオバマ支持を発表したのは、後述の一般教書演説に対する反論声明発表の翌日（2008年1月29日（現地時間））であり、この日はちょうど地元カンザス州で党員集会が開かれる スーパー・チューズデー（2月5日）のちょうど1週間前というタイミングであった。このセベリウスの支持表明も一因となって、オバマはカンザス州党員集会で74％の票を獲得し、圧勝した。

#### 副大統領候補指名獲得レース
2008年アメリカ合衆国大統領選挙の際も同様の憶測が飛び交い、同年6月にバラク・オバマ（現大統領）が大統領候補指名を獲得した後には、引き続き指名獲得レースが続いていた副大統領候補について、有力な候補者の1人と考えられた。またワシントン・ポスト紙は、セベリウスを「2008年大統領選挙において、民主党の指名を獲得する見込みが最も高い人物」と報じた。その他にも、ビル・クリントン元大統領に仕えた政治コンサルタント・評論家のジェームズ・カーヴィルや保守派のコラムニスト ボブ・ノヴァクが有力な副大統領候補の1人としてセベリウスの名前を挙げ、ウェズリー・クラーク退役陸軍大将も有力な候補と考えられていた指名獲得レースの中で、セベリウスのことを「次の合衆国副大統領」とまで呼ぶなど、彼女が最有力候補であるとの考えを示した。8月中旬には、政治関係の業務を手がける広告代理店トリブル・アド・エージェンシー（Tribble Ad Agency）のが出したレポートをきっかけに、セベリウスが副大統領候補に指名されるとの観測が強まった。2008年8月18日（現地時間）に出されたこのレポートには、オバマ選対本部が大手ドメインレジストラの“GoDaddy”を通じて“ObamaSebelius.COM”というドメインを取得しているという内容のことが記されており、このレポートの表題も「バラク・オバマはキャスリーン・セベリウスを副大統領候補に選択」という断定的な表現が使われているなど、セベリウス当確の印象を与えるものであった。しかし、この直後8月23日深夜（現地時間）に、AP通信が「副大統領候補は最終的にジョセフ・バイデン上院議員（当時，現副大統領）に決定。」と報道し、実際この報道の通りバイデンが副大統領候補に選ばれた。

#### この大統領選挙に関連して
結局セベリウスは副大統領候補の指名も逃したものの、大統領候補、そして副大統領候補として名前が挙がったことは彼女の政治生活・政治キャリアに大きな影響を与えることになる。その中でも最大のものは、ブッシュ大統領が行った2008年度一般教書演説に対して、党を代表して公式声明を発表する大役に選ばれたことである。この公式声明は、一般教書演説に対する事実上の反論であり、政治的に非常に重要な意味を持つイベントである。

### オバマ政権発足準備時の観測

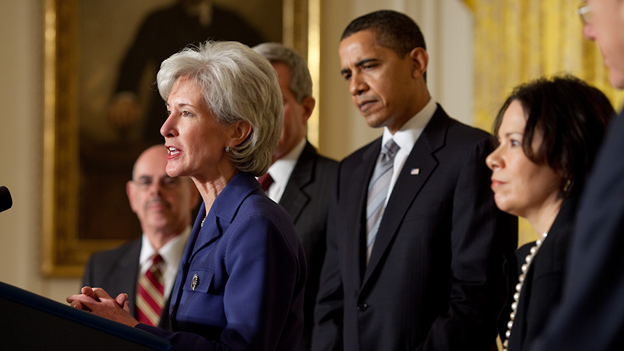
保健福祉長官指名発表時の大統領会見で発言するセベリウス

セベリウスは、大統領選挙後にはオバマ政権の閣僚候補者の最終候補者リストに残っていると考えられていたが の、彼女は12月6日に、候補指名を受諾しない方針を公式に表明した。しかし、ビル・リチャードソン ニューメキシコ州知事が商務長官指名を辞退した後、メディアでは再びセベリウスが閣僚候補者に選ばれるとの観測が持ち上がった。この観測を受けて、セベリウスはスポークスマンを通じ、再度閣僚指名を受諾する意志のないことを示し、閣僚指名を固辞する構えを見せていた。
再度の受諾固辞表明を受けて、セベリウスが閣僚に指名される可能性はないと考えられていた。しかし、オバマ政権では保健福祉長官に指名されていたトム・ダシュル元・上院院内総務が、納税漏れ問題が原因で指名を辞退する事態が発生したことから、今度はダシュルの代わりの候補として、前述の2度の受諾固辞表明にもかかわらず再びセベリウスの名前が浮上してくることとなった。当初セベリウスは、従来通り指名を受諾する意志のないことを明確に表明していたものの、2009年2月28日、ロイターがセベリウスの指名を受諾した旨の第一報を報道し、次いで3月2日には、政権も公式に指名受諾を発表した。

### 将来の展望
こうして保健福祉長官に就任したセベリウスであるが、将来の展望は微妙な状況となっている。
彼女の地元カンザス州では、州選出の共和党保守派の大物、サム・ブラウンバック上院議員が今期限りで上院議員を引退する（4選不出馬の）方針を既に明らかにしており、同議員は、今度は2010年に行われるカンザス州知事選挙に出馬するのではないかと考えられている。これに対して一部のメディアでは、セベリウスが、ブラウンバック議員の引退を受けて、2010年の上院議員選挙に出馬する可能性のある有力候補者のうちの1人であるという観測が報道されている。偶然にもセベリウスは、2008年まで民主党全国州知事会の会長を務めており、このポストが中央政界進出を狙う地方の政治家たちにとって1つの大きなステップとなることで知られていることも、この観測の信頼性を補強する形に働いている。
しかし、現在オバマ政権において閣僚ポストにある以上、セベリウスが上院議員選挙に出馬することは難しいのではないかと考えられている。だが、依然として彼女を上院議員選挙に出馬する最有力候補者であるとする向きの評論・報道もある。

## 保健福祉長官として

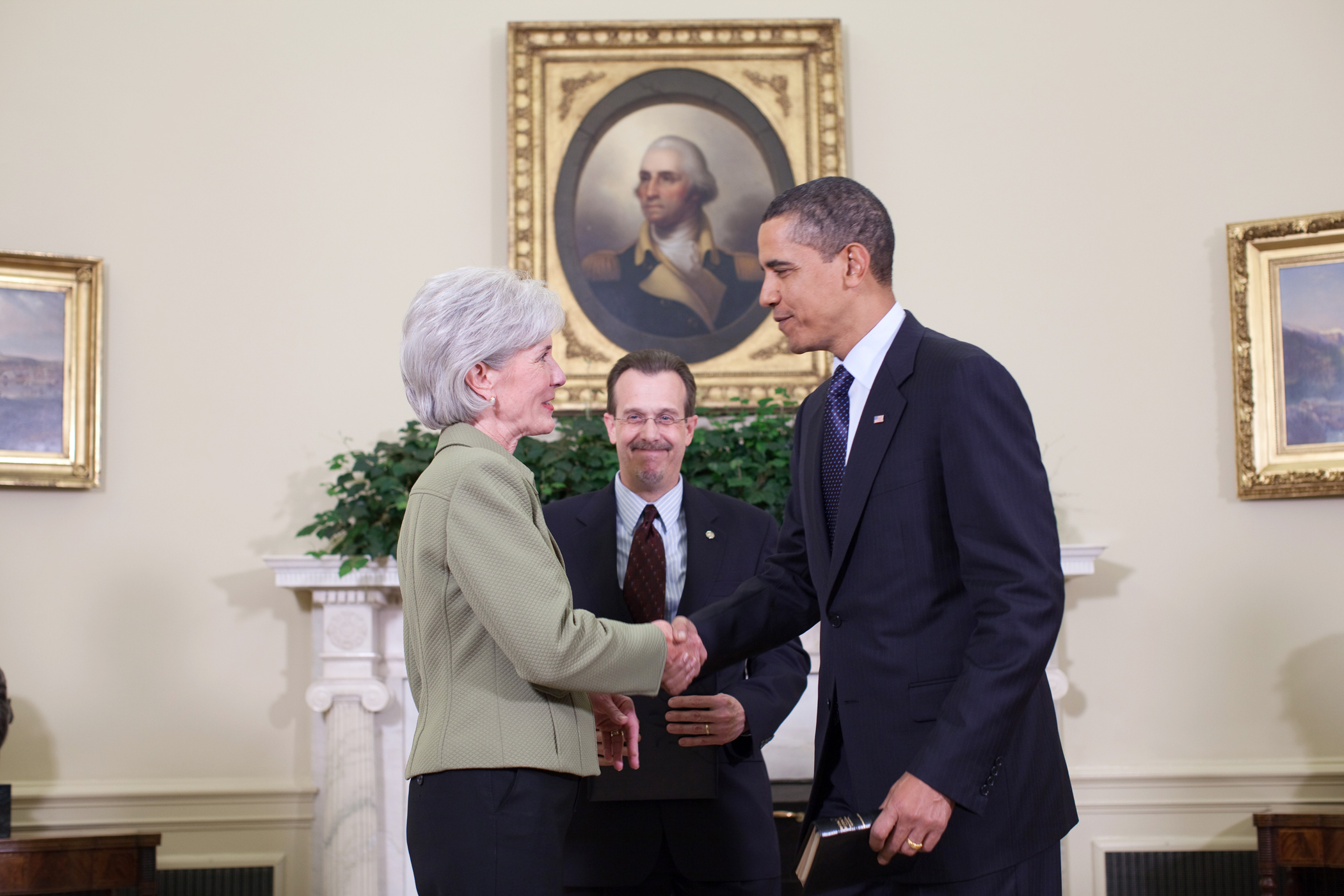
保健福祉長官就任にあたっての宣誓を行った後、オバマ大統領と握手を交わすセベリウス

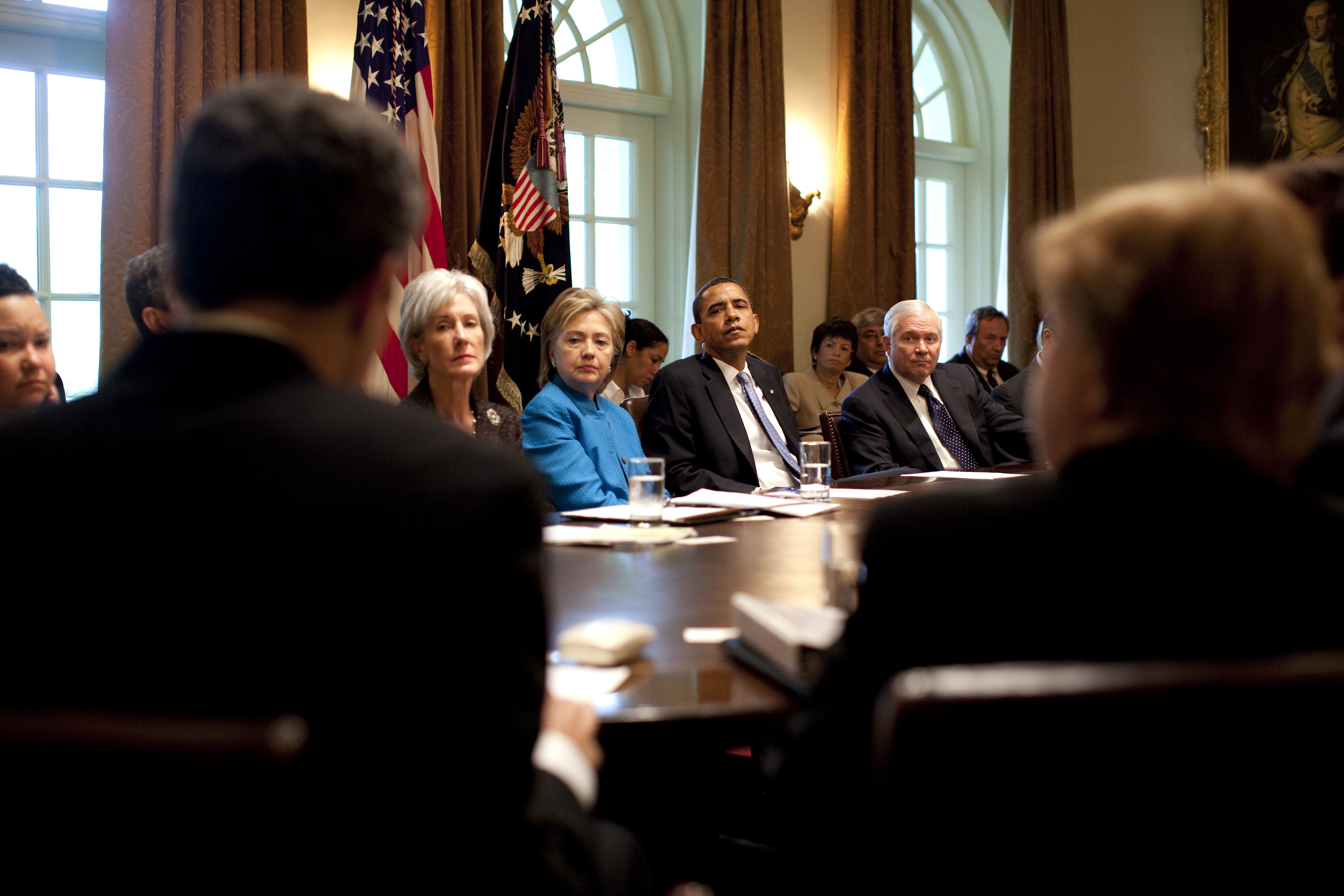
豚インフルエンザ問題に関する閣議に参加するセベリウス（クリントン国務長官の左隣）

セベリウスの指名に対しては、人工妊娠中絶に反対する団体が反対を表明すると共に、上院の中絶反対派の議員も反対する可能性が最も高かった。
前述のように、セベリウスが保健福祉長官への指名を受諾したことは、2009年2月28日にロイターによって第一報が報道され、2009年3月2日、オバマ大統領によって正式発表された。この大統領発表会見にはセベリウスも同席し、さらに彼女の同行者という形でカンザス州選出のボブ・ドール元・上院院内総務（共和党）とパット・ロバーツ上院議員（民主党）も同席した。

### 承認までの過程
さらには、指名承認・登用に向けて行われる身辺調査（FBIによって、逮捕歴や納税漏れの有無などを中心に徹底的に調査が行われる。）の過程において、過去に納税申告書に“不注意によるミス”があり、あわせて8000ドル近い追徴金を支払っていたことが明らかになり、セベリウス自身もこれを認めた。彼女は 寄付金や自宅の売却益などに至るまで非常に多額の税額控除を受けていたのである。もっとも、セベリウスが指名を受けるきっかけにもなったダシュル元・上院院内総務は、はあわせて15万ドル近い追徴金を支払っており、セベリウスが支払った8000ドルという追徴金はまだ少額な方であると言える。
この問題については、承認に向けて4月に上院財政委員会で開かれた公聴会でも問題となり、関連質問がなされた。セベリウスはこの質問に答え、その中で1994年から2001年までの8年間に、カンザス州ウィチタで人工妊娠中絶クリニックを運営していることで知られていたジョージ・ティラー医師から1万2,450ドルの寄付を受けていたことを証言した。また、この証言の一方でAP通信が、ティラー医師が2000年から2002年までの3年間に少なくとも2万3,000ドルを、セベリウスが保険長官在任中に設立した、民主党本体向けの政治資金を募ることを目的とする政治活動委員会（PAC）に寄付していたことを報じた。
このような諸問題があったものの、セベリウスの指名は4月28日に開かれた上院本会議で賛成65票・反対31票という大差で承認された。これを受けてセベリウスは、同日付けで長官に就任した。ちなみにこの承認・就任の時期は、ちょうどメキシコにおいて豚インフルエンザが発生し、世界各地に拡大するという危機的状況が発生した時期と重なっており、今後の対応が注目されることとなる。
2010年には、医療保険改革法が成立した。

### システムの不具合
2013年10月、新しい医療保険が始まったが、この保険にインターネットから加入するためのサイトが不具合を続発させ、サイトの利用者のほぼ全員が加入できなかった。新しい医療保険に入らないと、人によっては無保険状態になる可能性があったことから、オバマ政権への批判が高まった。この不具合によって、共和党からは、医療保険改革法の責任者でもあるセベリウスへの辞任要求が出た。
新しい医療保険への加入者は、当初目標だった700万人を突破して成功したものの、2014年4月10日、セベリウスはこの混乱の責任を取る形で辞任を発表し、6月9日に退任した。後任はシルビア・マシューズ・バーウェル行政管理予算局長である。

## 政治姿勢・信条

### 人工妊娠中絶に対する姿勢
セベリウスはカトリック教徒であるものの（カトリックは人工妊娠中絶に反対している）、人工妊娠中絶に対しては「女性の権利を認める」という立場から容認するスタンスをとっている。

#### 州知事在任中の関連施策とその効果
セベリウス陣営は、彼女のカンザス州知事在任中の成果として、在任中に州内で人工妊娠中絶を受けた事例は8.5％減少した、と発表している。実際カンザス州の保健環境省が出した統計によれば、2001年から2007年までの7年間の間に行われた人工誘発流産（人工妊娠中絶）の事例は、入手可能な過去の統計の中で最も新しいものと比較した結果、事例にして1,568例、率にして12.6％減少している。セベリウス陣営は、「この中絶事例の減少は、セベリウス州知事がイニシアティブを取って行った医療制度改革が功を奏した結果である。」と結論付けている。この医療制度改革では、妊娠中の女性に対する公共医療サービスの拡充や性教育の強化、家族向けの様々な支援サービス実施などの政策が実行された。 ちなみに国レベルの調査では、2000年から2005年までの6年間に実施された人工妊娠中絶の事例数は、入手可能な過去の統計の中で最も新しくかつ信頼性のあるものと比較した結果、およそ7.6％減少している。
セベリウスは、人工妊娠中絶を受ける権利を支持する団体“ Planned Parenthood”（「家族計画」の意）から支持を受けており、この団体はセベリウスの代理として募金活動の運営も行っている。また、セベリウスは2003年、2005年、2006年、2008年の4度にわたってカンザス州議会が可決した人工妊娠中絶反対法案に対して拒否権を行使している。

#### 2008年の人工妊娠中絶反対法案に対する対応
前述のように、セベリウスは4度にわたって州議会が可決した人工妊娠中絶反対法案に対して、4度とも拒否権を行使している。以下では、その中でも2008年の拒否権発動について詳述する。
2008年4月21日、セベリウスは審議中であった上院提出法案第389号（Senate Bill 389，以下、“SB 389”と略す） を代替する下院代替法案（House Substitute for Senate Bill 389，以下、“HS BS 389”と略す） に対して拒否権を行使した。この法案は、包括的な人工妊娠中絶制度改革法案というタイトルが付けられており、この法案を提出した議員たちは、州議会が後期妊娠中絶法案を強化し、特に未成年に対する妊娠中絶強要を阻止するべきであると主張した。また、カンザス州の地元紙ザ・カンザスシティ・スターは、法案について「下院代替法案は、『カンザス州政府が個々の患者の診断情報を収集し、後期妊娠中絶について詳細な医学的根拠を与えること』、『ある市民の血縁者が、もしカンザス州法に違反した中絶を計画したと思われる時には、その市民に中絶を行った者に対する訴訟提起を認めること』の2点を求めている。」と報じた。
セベリウスは、法案の合憲性、有効性、道徳的観点の3点からこの法案に対して異議を唱えた。彼女は拒否権発動にあたって発表したコメントの中で、「連邦最高裁判決は、『妊娠中絶を規制するいかなる法案も、女性の生命や健康に危険を与える妊娠に関する特例を含めるべきである』と明確に示している。しかしSB 389は、不特定の個人（中絶を受ける女性の血縁者）に対して、女性の生命を守るために必要であるかもしれない妊娠中絶を受けることを妨げてしまう裁判所命令を請求することを認めている。私はこの法案について、違憲であるうえに女性たちの生命を危険に晒すことになる法案である、と懸念している。」と述べており、さらには「（SB 389は）カンザス州の女性たちの医療記録という本来極秘に扱うべきプライバシーを不必要に危険に晒すことになる。」とも述べている。
これに対して、カンザスシティ大司教区のジョゼフ・フレッド・ナウマン大司教は、セベリウスがHS BS 389に拒否権を行使したことを批判したうえで、もう2度と聖体拝領を受けないように求めた。ただ、このナウマン大司教の動きに対してはカトリック系のメディアの間でも賛否両論があった。

#### ジョージ・ティラー医師との関係
セベリウスは、前述の納税漏れ問題の際に寄付を受けていたことが明らかになったジョージ・ティラー医師（カンザス州ウィチタで人工妊娠中絶クリニックを運営していることで知られていた医師）と政治献金も含めたつながりがある。ティラー医師はこのクリニックで妊娠後期における中絶を手がけていたことから、1985年には爆弾による攻撃を受けたほか、1993年には撃たれて負傷するなどの事件にも巻き込まれるなど、人工妊娠中絶反対派からは大きな批判・攻撃を受けている人物である。このような経緯もあり、セベリウスとティラーの政治資金面も含めた深いつながりは、人工妊娠中絶反対派から大きな批判を受けている。
政治献金の面では、前述のように保険長官在任中の1994年から寄付を受けている。またセベリウス側も、大カンザスシティ女性政治連盟の支援を目的として開かれたオークションの際に、ティラーをセダー・クレスト（州知事公邸）に招くなどしており、彼女とティラーの政治的関係は深いものがあると言える。
この関係について、カンザス州で活動する人工妊娠中絶反対派の評論家たちは、セベリウスがティラーから政治献金を受け取っていたことを非難したうえで、彼女の保健福祉長官指名について公然と批判している。

### 教育政策
セベリウスは医療政策と共に教育政策にも熱心に取り組んでいる。特に知事在任中の初期の頃、セベリウスの最優先課題となっていたのが教育予算の確保である。教育予算の問題は、2005年の夏にカンザス州最高裁判所がK-12向けの予算を拡充するよう議会に命令した際に、限界点に達した。セベリウスは、1期目の初期の頃に財産税や営業税、所得税の増税によって財源を確保する教育予算計画を議会に提案したことがあり、この計画によって2006年度のカンザス州のK-12向けの教育予算は、カンザス州史上最多額を記録した。この3カ年計画は、3年間で10億ドル近く教育予算を増額することを目的としたものであったが、2年目と3年目については財源が確保されておらず、不明確な状態であった。

### 環境政策
セベリウスは知事在任中、全米バイオエタノール推進州知事連盟（Governors’ Ethanol Coalition）の議長を務めていた。2006年には議長として、連邦政府に対しエネルギー省が進めるバイオマス・バイオ精製システム研究開発プログラムに2億ドルの予算を割り当てるように求めている。
また、バイオエタノールの推進と共にリサイクル強化や、温室効果ガス削減も推進している。知事在任中には、州内全域にリサイクルを推進する取り組みが普及するように努め、加えて州内に2つの石炭火力発電所プラントを建設することを認可する法案に対して拒否権を発動している。この拒否権発動についてセベリウスは、2008年3月に「私たちは温室効果ガスが気候変動の一因となっていることを承知している。農業の盛んな我がカンザス州は、特に気候変動の影響・被害を受けやすい。そのため、大気汚染を削減することは、我が州にとって短期的に利益になるだけでなく、将来の世代にとっても利益になるのだ。」と発言している。また、同年6月2日にはアメリカ風力エネルギー連盟の会合で演説し、連邦政府に対して風力エネルギーや再生可能なエネルギー資源の利用促進への強力な支援を求めた。

### 銃規制政策
セベリウスは銃規制に関して、「私はカンザス州民が銃を所持する権利を支持・支援する。しかし、大幅に銃器携帯を認める法案が州民をより安全にするとは思わない」と発言しており、銃の所持自体については認める立場をとっている。しかし同時に「私は、スポーツイベントやショッピングモール、食料品店や職場へ銃器を持ち込むことが公共秩序の維持につながるだろうとは思えない。加えて私は、子供たちが親たちのハンドバッグやポケットに入っている、あるいは車の中に積まれているという形で、装弾された拳銃に触れるおそれのあるような状況は断じて容認できない。」とも発言しており、公共の場での銃所持規制を緩和するなどの銃規制緩和策については懐疑的・否定的な見方を示している。

#### 銃器携帯法案への拒否権発動
実際セベリウスは、銃器携帯法案に対して拒否権を発動している。この銃器携帯法案は、州から銃器携帯許可を受け、なおかつFBIの実施する身辺調査をパスした市民に対して、銃の携帯を認めるという内容のものである。ちなみにこの法案は以前にも提出されたことがあり、この時知事を務めていたビル・グレーヴス知事（共和党，セベリウスの前任者）も拒否権を発動している。セベリウスが銃器携帯法案に拒否権を発動したことで、カンザス州は、いかなる形の銃器携帯法も持たない州のうちの1つ（全米ではカンザス州も含め4州）となった。
また2006年3月21日には、銃器携帯法案と同様の内容を持つ上院提出法案418（Senate Bill 418）に対しても拒否権を発動している。しかし4日後の3月25日、この拒否権発動は下院で行われた投票の結果、91対33の反対多数となり覆された。この下院投票は、セベリウスが拒否権を発動した翌日（3月22日）に上院で行われた拒否権阻止の是非を問う投票に追随して行われたものである。ちなみにこの上院投票でも、拒否権は30対10の反対多数で覆されている。

#### 銃規制法案への対応
銃器携帯法案に拒否権を発動する一方、セベリウスは2008年4月21日に上院提出法案46 （Senate Bill 46）に署名し、これを承認している。この法案は、1933年に制定された銃器所持を規制した州法を廃止するものである。この1933年に制定された州法は、州民がマシンガンや その他にも1934年に制定された連邦火器法 （NFA）で所持が制限された火器類を所持することを原則禁止し、NFAが定める条件を完璧に満たした州民にのみ、特別に所持を許可することを定めたものとなっていた。しかしこの法律には重大な欠陥（同法が原因で、銃器販売業者が州の法執行機関（州警察など）に対して銃器を供給するという正当な行為までが妨げられるおそれがあった）があり、この欠陥を是正する目的で同法の廃止が検討・実施された。従って、この廃止法案は一般市民向けの銃規制を緩和する意図を持って廃止されたものではない。この廃止法案は2008年7月1日付けで発効した。

### 同性婚問題への対応
セベリウスが知事在任中に対応した問題の中でも、同性婚問題への対応は非常に重要な問題の1つであった。ここでは、その同性婚問題への対応について詳述する。
セベリウスは、州議会に同性婚を州憲法で違憲とする修正条項が提出された際、「私は同性婚を既に違法としている現行法を支持しており、同性婚問題はこの現行法で十分対応可能であると考える。」と表明し、この修正条項追加に反対した。
しかしセベリウスの反対にもかかわらず、この修正条項は住民投票の結果、全有権者の70％の賛成を得て成立、追加された。

### 死刑存廃問題
セベリウスは死刑制度に反対していることでも知られている。ちなみに、1期目の任期中には、州最高裁が死刑について定めた州法について違憲との判断を示している。しかし、当時カンザス州司法長官であったフィル・クライン（共和党）がこの判断を不服として上訴し、この問題は連邦最高裁の判断を仰ぐこととなった。この問題に対して連邦最高裁は、州最高裁が下した死刑関連州法への違憲判断は却下するとの判断を示し、これを受けて現行の死刑関連州法が復活されることとなった。

## 家族・人物

### 家族
セベリウスの父、ジョン・J・ギリガンは、前述のように文学者でオハイオ州知事を務めた経歴を持つ政治家でもある。また、夫のK・ゲイリー・セベリウスは ケイス・セベリウス 元・連邦下院議員（共和党，カンザス第1区選出（1969-81年））の息子であり、現在もカンザス地区の連邦治安判事を務めている。ゲイリーとの間には2人の息子をもうけている。

### 人物
セベリウスはミシガン州リーランド （トラヴァースシティの北にある町）に別荘を所有している。彼女はこの別荘を子供の頃に訪れており、現在でもしばしば訪れている。
また、彼女はジャズの熱烈なファンであることでも知られ、2009年まで30年間連続でニューオーリンズで毎年開催されているニューオーリンズ・ジャズ&ヘリテッジ・フェスティバルに参加している。